# Échats de Bordeaux
 (décembre 2016).
Si vous disposez d'ouvrages ou d'articles de référence ou si vous connaissez des sites web de qualité traitant du thème abordé ici, merci de compléter l'article en donnant les références utiles à sa vérifiabilité et en les liant à la section « Notes et références ».
Sous l'Ancien Régime les échats de Bordeaux sont des droits municipaux sur l'entrée des vins en ville.
En 1667, l'impôt était de 12 pots pour une barrique (300 litres) pour le vin destiné aux cabaretiers, mais de 6 pots pour le vin destiné à la consommation domestique des bourgeois. La fraude était considérable, les bourgeois, protégés par le conseil municipal (la jurade), vendant une partie de leur vin, à bon marché, aux cabaretiers.
Pour favoriser les vins de la sénéchaussée de Bordeaux les vins produits en amont de Langon, étaient interdits d'entrée avant Noël et devaient avoir quitté les entrepôts avant le 8 septembre. Les vins provenant de l'Agenais, du Bazadais, du Condomois et du Périgord étaient pénalisés. Ils devaient être transportés dans des barriques plus petites et cerclées d'aubier ou de coudrier afin d'en repérer la provenance et de les rendre plus difficilement transportables vers l'Angleterre et la Hollande.